# 地獄 (伊斯蘭教)

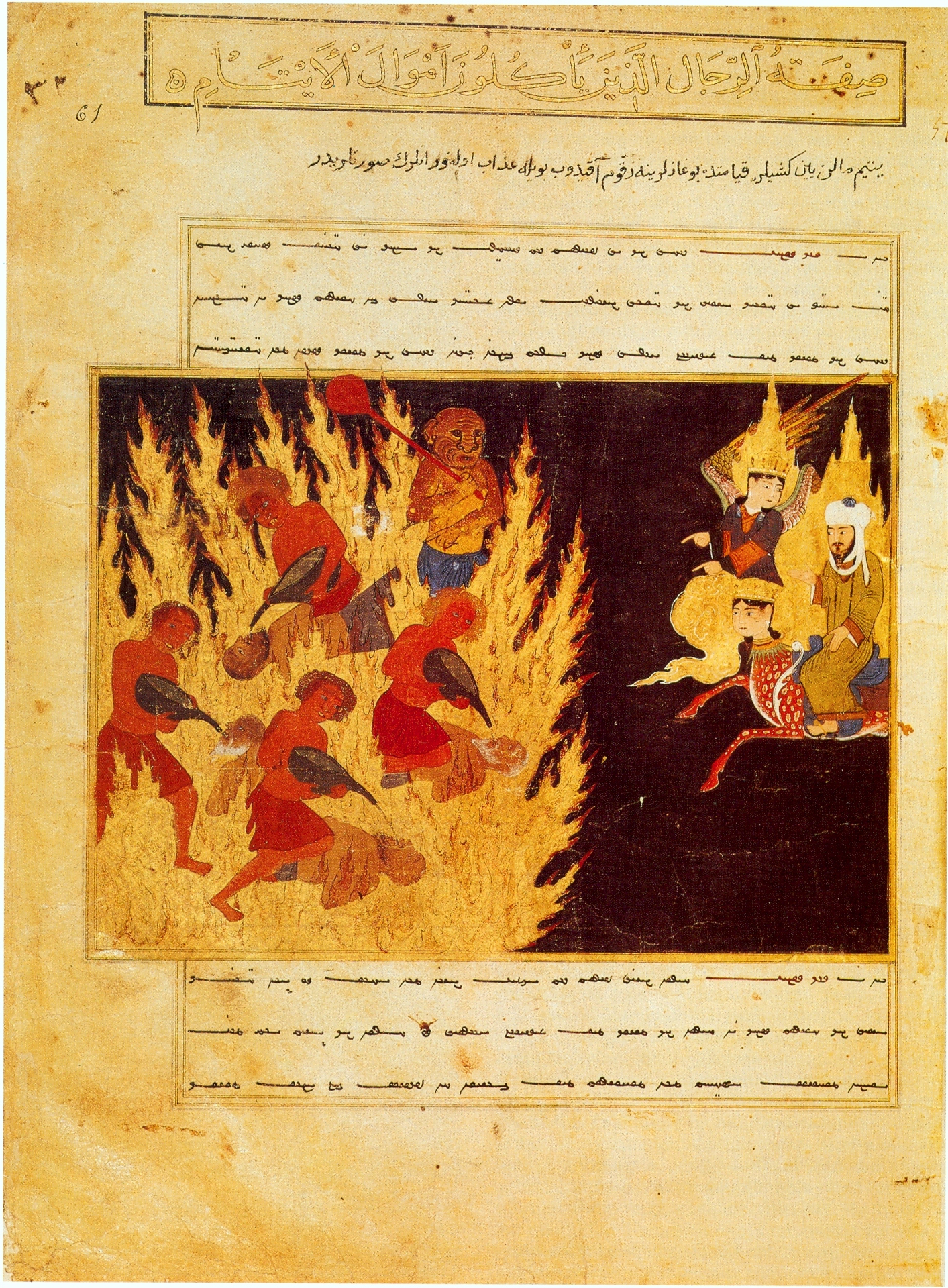
穆罕默德走訪地獄。繪者為Miraj Nameh

伊斯蘭教中的地獄（Jahannam），意譯為火獄，或音譯為哲罕南，來自於希伯來聖經中的Gehenna一詞，中国穆斯林有时亦用波斯语（Duzakh，意为地狱）的音译“多灾海”、“多罪海”或“垛子海”表示火狱一词。

## 構成
外型為由寬逐漸變窄的漏斗形，裡面充滿永遠不熄滅的火焰。聖訓說人類所用的火，只是火獄中火焰熱力的70分之1（見《布哈里聖訓實錄》4:54:487）。火獄用人和石做燃料（見《古蘭經》2:24），「不信道者」是「火獄的燃料」（《古蘭經》3:10）。
哲罕南（جهنم、Jahannam）
第一層，說謊者所在。
萊蕞（لظى、Ladha）
第二層，輕忽拜功者所在。
賽格萊（سقر、Saqar）
第三層，詆毀者、毀謗者所在。
胡退麥提（الْحُطَمَة、Al-Hutamah）
第四層，執著於今生利益者所在。
賽爾勒（السعير、Al-Sa'eer）
第五層，崇拜伊布力斯者所在。
折黑木（الجحيم、Al-Jahee）
第六層，不公正者、崇拜偶像者所在。
豪圍耶（الـهـاويـة、Al-Haawiyah）
第七層，偽信者（穆纳菲格）所在（《古蘭經》4:145）。
「火獄有七道門，每道門將收容他們中被派定的一部分人。」（《古蘭經》15:44）

## 管理
管理火獄的天神（天使）有19名（《古蘭經》74:30至31）。主持火刑的，是許多殘忍而嚴厲的天神（66:6）。

## 火獄的刑罰
包括：
- 皮膚被燒焦，然後又被換上新的皮膚，周而復始被燒（《古蘭經》4:56）；臉被火焰燒灼（23:104）；燒灼肌膚（74:29）。
- 墊火褥，蓋火被（《古蘭經》7:41）。
- 犯罪者以沸水解渴（《古蘭經》19:86）。
- 不信道者有為他們而裁製的火衣，沸水將傾注在他們的頭上，內臟和皮膚將被沸水所溶化，他們將被鐵鞭抽打（《古蘭經》22:19至21）。
- 火獄底有一棵欑楛樹（英语：Zaqqum），「它的花篦，彷彿魔頭」，不義者「必定要吃那些果實，而以它充實肚腹」，「然後他們必定要在那些果實上加飲沸水的混湯」（《古蘭經》37:62至68）；欑楛木的果實是罪人的食品（44:43至46）；迷誤的、否定復活的人們「必定食欑楛木的果實」，以它充饑，然後痛飲沸水（56:51至56）。
- 「很熱的飲料，和很冷的飲料」（《古蘭經》38:57），「還有別的同樣惡劣的各種飲料」（38:58）。
- 對於「爭論真主的跡象者」（《古蘭經》40:69），「鐵圈和鐵鏈，將在他們的頸上」（40:71），「他們將被拖入沸水中，然後他們將在火中被燒的」（40:72）。
- 常飲沸水，腸寸寸斷（《古蘭經》47:15）；入烈火，飲沸泉（88:4至5）。
- 沒有食物，但有荊棘，既不能肥人，又不能充饑（《古蘭經》88:6至7）。
- 在其中不能睡眠，不得飲料，只飲沸水和膿汁（《古蘭經》78:24至25）。

## 進火獄的人
「不信道的人」是「火獄的居民，將永居其中」（《古蘭經》2:39、2:161至162、2:257、3:116、5:10、5:86等）。「凡作惡而為其罪孽所包羅者」（2:81）、「背叛正教，至死還不信道」的人（2:217）、知道禁止利息的教義仍再犯的人（2:275）、「偽信的男女」（9:68）、多神教徒（9:113）也是。
對於用詐術侵蝕別人財產者、自殺者，如「為過分和不義而犯此嚴禁」，會被投入火獄（《古蘭經》4:29至30）。
「違抗真主及其使者」的人，「將受火獄的刑罰，並永居其中」（《古蘭經》4:14、9:63），故意殺害信士的人也是（4:93）。
「凡善功的分量輕的，都是虧損的，他們將永居火獄之中。」（《古蘭經》23:103）
《布哈里聖訓實錄》（4:54:464）記載穆罕默德說他看見火獄的居民大多數是女人。

## 火獄的熱
《布哈里聖訓實錄》（4:54:483至4:54:486）記載穆罕默德說發燒是來自火獄之火的熱，可以用水降溫。